# Diocesi di Pagadian
La diocesi di Pagadian (in latino Dioecesis Pagadianensis) è una sede della Chiesa cattolica nelle Filippine suffraganea dell'arcidiocesi di Ozamiz. Nel 2023 contava 1.098.000 battezzati su  1.366.200 abitanti. È retta dal vescovo Ronald Anthony Parco Timoner.

## Territorio

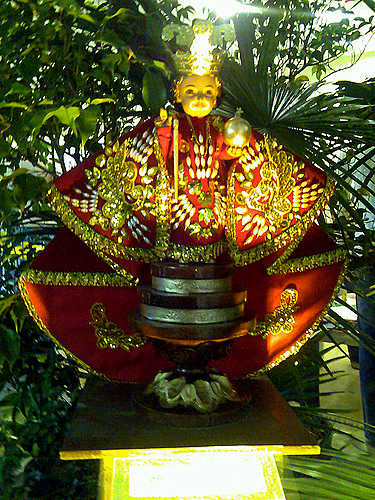
Statua di Gesù Bambino venerata a Pagadian

La diocesi comprende quasi per intero la provincia filippina di Zamboanga del Sur, ad eccezione delle municipalità che appartengono all'arcidiocesi di Zamboanga e alla diocesi di Ipil.
Sede vescovile è la città di Pagadian, dove si trova la cattedrale del Bambino Gesù.
Il territorio si estende su 2.861 km² ed è suddiviso in 26 parrocchie.

## Storia
La diocesi è stata eretta il 12 novembre 1971 con la bolla Ut fidelium necessitatibus di papa Paolo VI, ricavandone il territorio dall'arcidiocesi di Zamboanga, di cui originariamente era suffraganea.
Il 24 gennaio 1983 è entrata a far parte della provincia ecclesiastica dell'arcidiocesi di Ozamiz.
Il 1º gennaio 1995 ha ampliato il suo territorio al comune di Margosatubig, che apparteneva alla prelatura territoriale di Ipil (oggi diocesi).

## Cronotassi dei vescovi
Si omettono i periodi di sede vacante non superiori ai 2 anni o non storicamente accertati.
- Jesus Balaso Tuquib † (24 febbraio 1973 - 31 marzo 1984 nominato arcivescovo coadiutore di Cagayan de Oro)
- Antonio Realubin Tobias (14 settembre 1984 - 28 maggio 1993 nominato vescovo di San Fernando de La Union)
- Zacharias Cenita Jimenez † (2 dicembre 1994 - 11 giugno 2003 nominato vescovo ausiliare di Butuan[1])
- Emmanuel Treveno Cabajar, C.SS.R. (14 maggio 2004 - 22 novembre 2018 ritirato)
- Ronaldo Ignacio Lunas † (22 novembre 2018 - 2 gennaio 2024 deceduto)[2]
- Ronald Anthony Parco Timoner, dal 2 aprile 2025

## Statistiche
La diocesi nel 2023 su una popolazione di 1.366.200 persone contava 1.098.000 battezzati, corrispondenti all'80,4% del totale.
| anno | popolazione | popolazione | popolazione | presbiteri | presbiteri | presbiteri | presbiteri                | diaconi | religiosi | religiosi | parrocchie |
| anno | battezzati  | totale      | %           | numero     | secolari   | regolari   | battezzati per presbitero | diaconi | uomini    | donne     | parrocchie |
| ---- | ----------- | ----------- | ----------- | ---------- | ---------- | ---------- | ------------------------- | ------- | --------- | --------- | ---------- |
| 1980 | 386.500     | 436.100     | 88,6        | 27         | 10         | 17         | 14.314                    |         | 17        | 22        | 15         |
| 1990 | 408.937     | 564.000     | 72,5        | 33         | 24         | 9          | 12.392                    |         | 9         | 39        | 18         |
| 1999 | 659.364     | 792.253     | 83,2        | 34         | 34         |            | 19.393                    |         | 3         | 31        | 24         |
| 2000 | 668.000     | 803.000     | 83,2        | 35         | 35         |            | 19.085                    |         | 1         | 48        | 24         |
| 2001 | 677.000     | 814.000     | 83,2        | 30         | 30         |            | 22.566                    |         | 1         | 36        | 24         |
| 2002 | 686.000     | 825.000     | 83,2        | 34         | 34         |            | 20.176                    |         | 1         | 42        | 24         |
| 2003 | 784.868     | 976.681     | 80,4        | 41         | 34         | 7          | 19.143                    |         | 9         | 43        | 24         |
| 2004 | 797.000     | 992.000     | 80,3        | 43         | 36         | 7          | 18.534                    |         | 8         | 53        | 24         |
| 2013 | 943.000     | 1.173.000   | 80,4        | 52         | 44         | 8          | 18.134                    |         | 12        | 42        | 24         |
| 2016 | 993.000     | 1.236.000   | 80,3        | 51         | 41         | 10         | 19.470                    |         | 17        | 56        | 24         |
| 2019 | 1.041.940   | 1.296.915   | 80,3        | 57         | 41         | 16         | 18.279                    |         | 21        | 35        | 25         |
| 2021 | 1.070.740   | 1.332.800   | 80,3        | 55         | 42         | 13         | 19.468                    |         | 15        | 36        | 26         |
| 2023 | 1.098.000   | 1.366.200   | 80,4        | 71         | 49         | 22         | 15.464                    |         | 23        | 33        | 26         |